# Sigmodontomys alfari
Sigmodontomys alfari is een zoogdier uit de familie van de Cricetidae. De wetenschappelijke naam van de soort werd voor het eerst geldig gepubliceerd door Joel Asaph Allen in 1897.

## Kenmerken
Sigmodontomys alfari heeft een kop-romplengte van 9 tot 12 cm, een staartlengte van 10 tot 14 cm en een gewicht van 22 tot 44 gram.

## Leefwijze
Sigmodontomys alfari is een nachtactief knaagdier dat goed kan zwemmen en dat zich voedt met zaden en planten.

## Verspreiding
De soort leeft in regenwouden en wetlands van zeeniveau tot 900 meter hoogte. Het verspreidingsgebied loopt in Midden-Amerika van Honduras tot westelijk Panama en  in Zuid-Amerika langs de Atlantische kust van oostelijk Panama tot westelijk Venezuela en langs de Pacifische kust van oostelijk Panama tot Ecuador.
Aegialomys · Amphinectomys · Cerradomys · Drymoreomys · Eremoryzomys · Euryoryzomys · Handleyomys · Holochilus · Hylaeamys · Lundomys · Megalomys · Megaoryzomys · Melanomys · Microakodontomys · Microryzomys · Mindomys · Neacomys · Nectomys · Nephelomys · Nesoryzomys · Noronhomys · Oecomys · Oligoryzomys · Oreoryzomys · Oryzomys · Pattonimus · Pennatomys † · Pseudoryzomys · Scolomys · Sigmodontomys · Sooretamys · Tanyuromys · Transandinomys · Zygodontomys